# Zánka
Zánka község Veszprém vármegyében, a Balatonfüredi járásban. Korábban, Szent István magyar király korától egészen az 1950-es megyerendezésig Zala vármegyéhez tartozott.

## Fekvése
A Balaton északi partján fekszik, a Balaton-felvidéken, a térség legnagyobb városának számító Balatonfüredtől délnyugatra.
Különálló településrésze a keleti határában létrehozott Gyermekváros, korábbi nevén zánkai úttörőváros.
A közvetlenül határos települések: észak felől Tagyon, kelet felől Balatonakali, délnyugat felől Balatonszepezd és Kővágóörs, nyugat felől Köveskál, északnyugat felől pedig Monoszló.

### Megközelítése
A település közigazgatási területén áthalad a 71-es főút, a történelmi településközponton azonban csak a Tapolcai-medence keleti széléig vezető 7313-as út húzódik végig, amelyből itt ágazik ki a 7312-es út Nagyvázsony irányában. A két utat Zánka északi határszélén is összeköti egy, a falut tehermentesítő mellékút, ez a 73 116-os számot viseli.
Vasúton a Börgönd–Szabadbattyán–Tapolca-vasútvonalon lehet eljutni Zánkára, melynek két vasúti megállási pontja van a határai között. A főváros irányából előbb Zánka-Erzsébettábor megállóhely, majd a gyorsvonatok egy része által is érintett Zánka-Köveskál vasútállomás. A megállót csak önkormányzati utak érintik, míg az állomást közúton a központ, illetve a 71-es főút felől egyaránt a 73 306-os számú mellékúton lehet elérni.

## Története
Zánka és környéke már az őskorban is lakott hely volt, amit a község határában talált újkőkorszaki, késő rézkori és kora bronzkori leletek is bizonyítanak. Az ókorban a Balaton környéke Pannonia néven a rómaiak uralma alatt állt. A római birodalom idején Zánka is lakott hely volt, a református templomnál levő dombon e korból való leletek kerültek felszínre.
Zánka Árpád-kori település. Nevét 1164-ben említette először oklevél Miske ispán fia, István végrendeletében. A honfoglalás után a Kál nemzetség szállásbirtoka volt. A 12. században már kőtemploma is volt, amely ma is áll. A templomot 1333–1335-ben a pápai tizedjegyzék említette először. Zánkát először az Atyusz nemzetségbeliek, majd a 13. század végétől a Gyulafi-Rátoldi családbeliek birtokolták. A 13–14. században a veszprémi káptalan birtoka volt, a 15. században a Gyulafi és a Rozgonyi családok voltak birtokosai. 1474-ben Mátyás király a Gyulafi családot erősítette meg birtokában. A török hódoltság alatt a környék is sokat szenvedett: 1548-ban a törökök Zánkát is felégették, a falu az 1696-os adóösszeírásban már nem is szerepelt, puszta lett.
1736-ban Diskay Ádám és Sebestyén Ádám német református telepesekkel népesítette újra Zánkát. A falu a 19. század elejére elmagyarosodott. Az 1848–49-es forradalom és szabadságharc alatt a császári hadak kétszer is bevonultak ide, de csata a település közelében nem volt. 1909-ben épült meg a vasút, és az 1930-as évekre alakult ki a nyaralótelep, melynek házai közé lakóházak is épültek.
1910-ben 459 lakosa volt, amelyből 457 magyar volt. Ebből 173 római katolikus, 161 református, 117 evangélikus volt.
A 20. század elején Zala vármegye Balatonfüredi járásához tartozott.

## Közélete

### Polgármesterei
- 1990–1994: Dr. Szabó Dezső (MDF-SZDSZ)[3]
- 1994–1995: Dr. Szabó Dezső (független)[4]
- 1995–1998: Filep Miklós (független)[5]
- 1998–2002: Filep Miklós (független)[6]
- 2002–2006: Filep Miklós (független)[7]
- 2006–2010: Filep Miklós (független)[8]
- 2010–2014: Filep Miklós (független)[9]
- 2014–2019: Filep Miklós Lajos (független)[10]
- 2019–2024: Filep Miklós (független)[11]
- 2024– : Dr. Oláh Kálmán (független)[1]

## Népessége
A település népességének változása:
| Lakosok száma | 821  | 814  | 794  | 879  | 941  | 1015 | 1009 |
|               | 2013 | 2014 | 2015 | 2021 | 2022 | 2023 | 2024 |

A 2011-es népszámlálás során a lakosok 89,7%-a magyarnak, 5,2% németnek, 0,7% cigánynak mondta magát (9,3% nem nyilatkozott; a kettős identitások miatt a végösszeg nagyobb lehet 100%-nál). A vallási megoszlás a következő volt: római katolikus 41%, református 14,1%, evangélikus 5,2%, felekezet nélküli 13,8% (25,2% nem nyilatkozott).
2022-ben a lakosság 88,5%-a vallotta magát magyarnak, 7,2% németnek, 0,2% románnak, 0,2% szlováknak, 0,1-0,1% horvátnak, görögnek és cigánynak, 3,9% egyéb, nem hazai nemzetiségűnek (10,7% nem nyilatkozott; a kettős identitások miatt a végösszeg nagyobb lehet 100%-nál). Vallásuk szerint 29,3% volt római katolikus, 12,6% református, 3,8% evangélikus, 0,4% görög katolikus, 0,1% izraelita, 0,5% egyéb keresztény, 1,1% egyéb katolikus, 10,9% felekezeten kívüli (40,9% nem válaszolt).

## Nevezetességei
A község kiemelkedő műemléke a református templom. A templomot először a nevezetes 1333–1335 között készült pápai tizedjegyzék említi. Azt, hogy patricíniuma Szent István király, 1519-ben rögzíti oklevél. A török időkben elnéptelenedő falut később részben német telepesekkel népesítik be. Az újjáépülő faluban a református és az evangélikus hívek 1786-ban engedélyt kapnak a megújítás utáni közös templomhasználatra.
A templom építéstörténetét az 1984–85-ös műemléki eljárás idején tárták föl. A sziklaszirten álló templom építését az építészek a 12. századra teszik. Zánka temploma a Balaton-felvidék egyik legrégebbi temploma. Ennek egyik legékesebb bizonyítéka a hajó keleti oldalán nyíló szentély, mely Dejte és Hidegség szentélyéhez hasonlóan négyzetes alaprajzú épülettestbe foglalt rotunda volt egykor. S ahogyan Hidegségen is, itt a zánkai templomban is a későbbi fölújítások idején tornyot építettek az erős falú rotundára.
Ez a szentélytípus keleti eredetű. Pontosz, Kis-Ázsia, Egyiptom ősi templomai, szíriai és kopt keresztény templomok, majd Bizánc művészete őrizte meg ezt a típust és nyugaton is elterjedt (például fuldai Szent Mihály templom). Mindez, és a templom patrocíniuma (Szent István király) szintén a korai építést valószínűsíti.
A templom egy másik ritka építészeti vonása a hajónyi szélességű nyugati torony. Ennek a párhuzamai német területről ismertek. Főleg a Brandenburgi Őrgrófságban volt elterjedt forma. Ennek építési idejét a templomot föltáró régész a 13. századra teszi.
- Gyermekszervezet-történeti Múzeum
- Turul-szobor[14]

### Zánkai Erzsébet-tábor
1968 és 1972 között építették ki a 3000 fő befogadására alkalmas Zánkai Úttörőtábort, amelyet hivatalosan 1975-ben adott át Kádár János. Évente átlagosan 25 ezer, ebből a nyári szezonban 15 ezer gyerek táborozott itt.
A rendszerváltás után az intézmény neve gyakran változott, de sokáig állami tulajdonban maradt, míg 2016-ban a kormány ingyenesen A Kárpát-medencei Gyermekekért Alapítvány-nak adta. 2014 óta az Erzsébet-táborok égisze alatt tanévben ún. ottalvós osztálykirándulásokat, a nyári szünidőben pedig rászoruló gyermekek ezreit fogadja ingyenes üdülésre, heti váltású turnusokban. 2020-ban nagyszabású felújítási munkálatok kezdődtek.

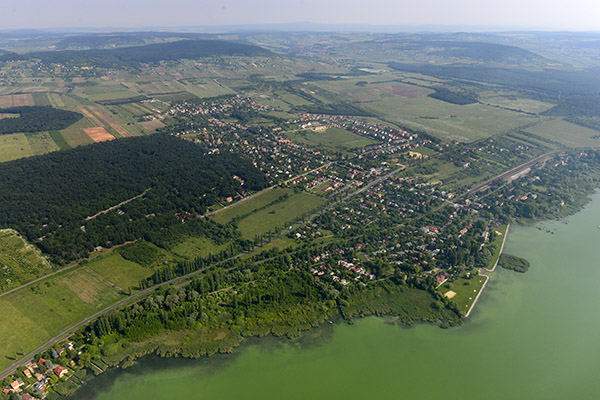
Zánka látképe légi felvételen
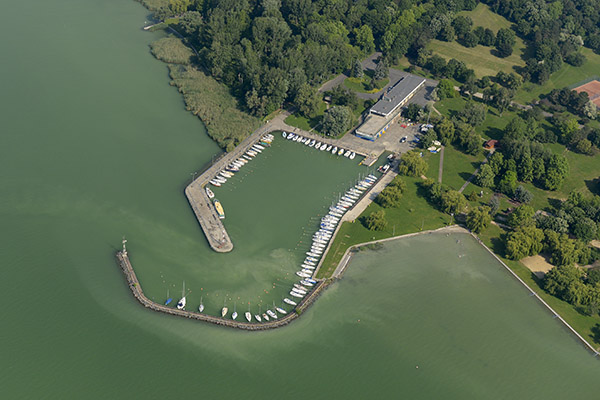
Zánka, a kikötő látképe
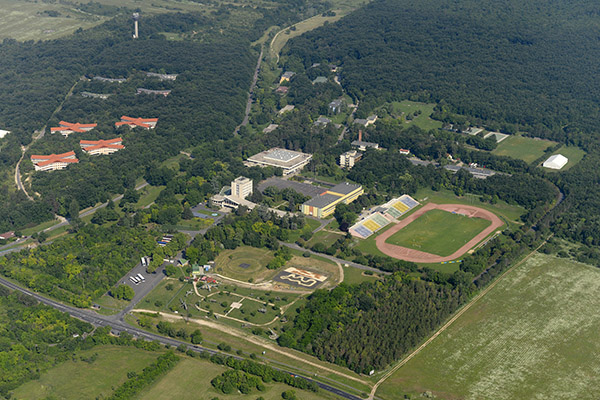
Erzsébet Üdülőközpont és Tábor, Zánka
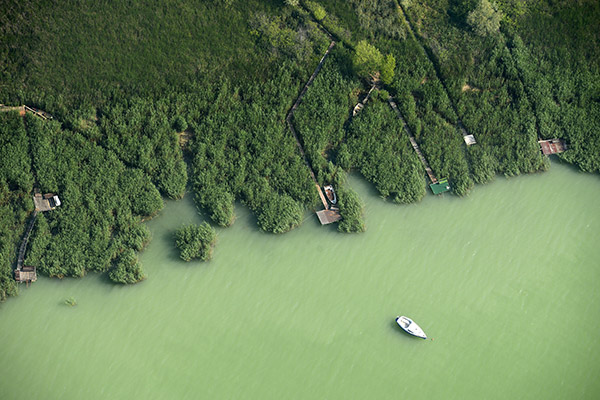
A Balaton part madártávlatból Zánkánál
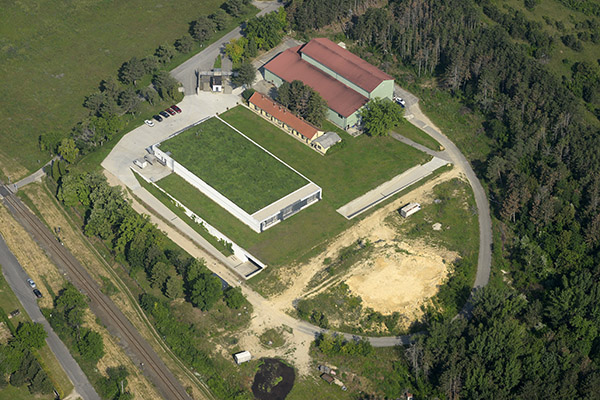
A Canter Borház légi felvételen, Zánkán
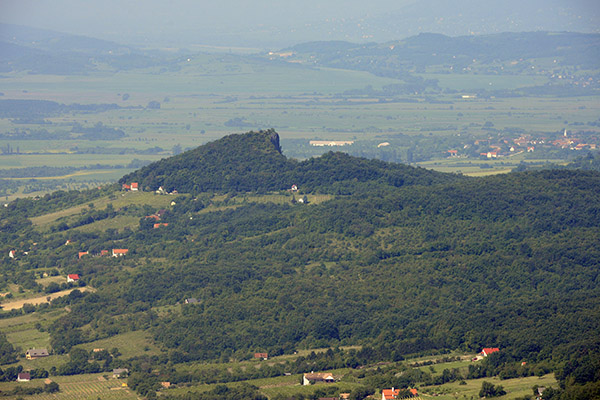
Kilátás Zánka felől a Balaton-felvidékre